# Macrolobium rubrum
Macrolobium rubrum är en ärtväxtart som beskrevs av John Macqueen Cowan. Macrolobium rubrum ingår i släktet Macrolobium och familjen ärtväxter. Inga underarter finns listade i Catalogue of Life.